# Java Web Services Development Pack
Java Web Services Development Pack el paquete de desarrollo de servicios web de java (JWSDP) es un kit libre de desarrollo de software (SDK) para desarrollar servicios web, aplicaciones web y aplicaciones Java con las nuevas tecnologías de Java.
JWSDP ha sido sustituido por GlassFish. Todos los componentes de JWSDP forman parte de Glassfish y WSIT, varios están en Java SE 6 ("Mustang"). El código fuente está disponible bajo la licencia CDDL, la cual está aprobada por la Open Source Initiative.
Los componentes y API disponibles en el JWSDP 1.6 son:
- Java API for XML Processing (JAXP), v 1.3
- Java Architecture for XML Binding (JAXB), v 1.0 and 2.0
- JAX-RPC v 1.1
- JAX-WS v 2.0
- SAAJ (SOAP with Attachments API for Java)
- Java API for XML Registries (JAXR)
- Web Services Registry